# Jonathan Isaac
Jonathan Judah Isaac (Bronx, 3 ottobre 1997) è un cestista statunitense, professionista in NBA con gli Orlando Magic.

## Carriera

### NBA
Al Draft NBA 2017 viene scelto con la sesta scelta assoluta dagli Orlando Magic.

## Statistiche

### NCAA
| Anno      | Squadra             | PG | PT | MP   | TC%  | 3P%  | TL%  | RP  | AP  | PRP | SP  | PP   |
| --------- | ------------------- | -- | -- | ---- | ---- | ---- | ---- | --- | --- | --- | --- | ---- |
| 2016-2017 | Fl. State Seminoles | 32 | 32 | 26,2 | 50,8 | 34,8 | 78,0 | 7,8 | 1,2 | 1,2 | 1,5 | 12,0 |
| Carriera  | Carriera            | 32 | 32 | 26,2 | 50,8 | 34,8 | 78,0 | 7,8 | 1,2 | 1,2 | 1,5 | 12,0 |

#### Massimi in carriera
- Massimo di punti: 23 vs Notre Dame (18 gennaio 2017)[2]
- Massimo di rimbalzi: 15 vs Notre Dame (10 marzo 2017)
- Massimo di assist: 5 vs Florida Gulf Coast (16 marzo 2017)
- Massimo di palle rubate: 4 vs Manhattan (17 dicembre 2016)
- Massimo di stoppate: 7 vs Notre Dame (18 gennaio 2017)
- Massimo di minuti giocati: 35 vs Notre Dame (10 marzo 2017)

### NBA

#### Regular Season
| Anno      | Squadra       | PG  | PT  | MP   | TC%  | 3P%  | TL%  | RP  | AP  | PRP | SP  | PP   |
| --------- | ------------- | --- | --- | ---- | ---- | ---- | ---- | --- | --- | --- | --- | ---- |
| 2017-2018 | Orlando Magic | 27  | 10  | 19,9 | 37,9 | 34,8 | 76,0 | 3,7 | 0,7 | 1,2 | 1,1 | 5,4  |
| 2018-2019 | Orlando Magic | 75  | 64  | 26,6 | 42,9 | 32,3 | 81,5 | 5,5 | 1,1 | 0,8 | 1,3 | 9,6  |
| 2019-2020 | Orlando Magic | 34  | 32  | 28,8 | 47,0 | 34,0 | 77,9 | 6,8 | 1,4 | 1,6 | 2,3 | 11,9 |
| 2022-2023 | Orlando Magic | 11  | 0   | 11,3 | 41,5 | 40,0 | 55,6 | 4,0 | 0,5 | 1,3 | 0,4 | 5,0  |
| 2023-2024 | Orlando Magic | 58  | 2   | 15,8 | 51,0 | 37,5 | 72,0 | 4,5 | 0,5 | 0,7 | 1,2 | 6,8  |
| 2024-2025 | Orlando Magic | 71  | 1   | 15,4 | 41,4 | 25,8 | 68,2 | 4,4 | 0,6 | 0,9 | 1,1 | 5,4  |
| Carriera  | Carriera      | 276 | 109 | 20,4 | 44,3 | 32,3 | 74,9 | 4,9 | 0,8 | 1,0 | 1,3 | 7,6  |

#### Play-off
| Anno     | Squadra       | PG | PT | MP   | TC%  | 3P%  | TL%  | RP  | AP  | PRP | SP  | PP  |
| -------- | ------------- | -- | -- | ---- | ---- | ---- | ---- | --- | --- | --- | --- | --- |
| 2019     | Orlando Magic | 5  | 5  | 27,4 | 27,5 | 20,0 | 87,5 | 6,2 | 0,4 | 0,4 | 1,0 | 6,6 |
| 2024     | Orlando Magic | 7  | 3  | 21,0 | 41,0 | 37,0 | 100  | 4,9 | 0,4 | 0,7 | 1,3 | 6,3 |
| 2025     | Orlando Magic | 5  | 0  | 13,8 | 58,3 | 25,0 | 60,0 | 2,0 | 0,4 | 0,4 | 0,2 | 3,6 |
| Carriera | Carriera      | 17 | 8  | 20,8 | 37,4 | 29,4 | 80,0 | 4,4 | 0,4 | 0,5 | 0,9 | 5,6 |

#### Massimi in carriera
- Massimo di punti: 25 vs Indiana Pacers (23 novembre 2019)[3]
- Massimo di rimbalzi: 13 (2 volte)
- Massimo di assist: 5 (2 volte)
- Massimo di palle rubate: 7 vs Milwaukee Bucks (28 dicembre 2019)
- Massimo di stoppate: 6 vs Dallas Mavericks (6 novembre 2019)
- Massimo di minuti giocati: 40 vs Toronto Raptors (13 aprile 2019)

### G League
| Anno      | Squadra        | PG | PT | MP   | TC%  | 3P% | TL%  | RP  | AP  | PRP | SP  | PP   |
| --------- | -------------- | -- | -- | ---- | ---- | --- | ---- | --- | --- | --- | --- | ---- |
| 2017-2018 | Lakeland Magic | 2  | 2  | 16,1 | 38,5 | 0,0 | 57,1 | 3,0 | 0,5 | 1,5 | 1,0 | 7,0  |
| 2022-2023 | Lakeland Magic | 3  | 0  | 17,7 | 41,0 | 8,3 | 72,7 | 6,7 | 2,0 | 0,0 | 2,0 | 15,7 |
| Carriera  | Carriera       | 5  | 2  | 17,0 | 39,6 | 6,7 | 66,7 | 5,2 | 1,4 | 0,8 | 1,4 | 12,2 |